# Zbyněk Fiala
Zbyněk Fiala (* 12. Juli 1964 in Louny) ist ein ehemaliger tschechoslowakischer Radrennfahrer.

## Sportliche Laufbahn
Fiala war Bahnradfahrer, fuhr aber auch Straßenrennen. Fiala war Teilnehmer der Olympischen Sommerspiele 1988 in Seoul. Er bestritt mit dem Vierer der Tschechoslowakei die Mannschaftsverfolgung. Das Team mit Svatopluk Buchta, Zbyněk Fiala, Pavel Soukup, Aleš Trčka und Pavel Tesař belegte den 5. Platz. 1987 gewann er die nationale Meisterschaft in der Mannschaftsverfolgung. 1988 konnte er mit seinem Vierer den Titel verteidigen. Er startete für den Verein Dukla Prag. 
1985 gewann er eine Etappe der Niedersachsen-Rundfahrt. 1993 bestritt er die Internationale Friedensfahrt und belegte den 38. Rang.